# 9884 Příbram
9884 Příbram là một tiểu hành tinh vành đai chính với chu kỳ quỹ đạo là 1340.2162372 ngày (3.67 năm).
Nó được phát hiện ngày 12 tháng 10 năm 1994.